# Atletica leggera ai Giochi della XXVI Olimpiade - 200 metri piani maschili

Video della Finale

I 200 metri piani hanno fatto parte del programma di atletica leggera maschile ai Giochi della XXVI Olimpiade. La competizione si è svolta nei giorni 31 luglio-1º agosto 1996 allo Stadio Olimpico del Centenario di Atlanta.

## Presenze ed assenze dei campioni in carica
| Competizione         | Atleta             | Prestazione | Atlanta 1996 |
| -------------------- | ------------------ | ----------- | ------------ |
| Olimpiadi 1992       | Michael Marsh      | 20”01       | Presente     |
| Commonwealth 1994    | Frankie Fredericks | 19”97       | Presente     |
| Goodwill Games 1994  | Michael Johnson    | 20”10       | Presente     |
| Europei 1994         | Geir Moen          | 20”30       | Presente     |
| Coppa del mondo 1994 | John Regis         | 20”45       | Presente     |
| Asiatici 1994        | Talal Mansour      | 20”41       | Assente      |
| Panamericani 1995    | Iván García        | 20”29       | Presente     |
| Africani 1995        | Sunday Bada        | 20”28       | Assente      |
| Mondiali 1995        | Michael Johnson    | 19”79       | Presente     |
|                      |                    |             |              |
| Mondiali junior 1992 | Ato Boldon         | 20”63       | Presente     |

## La gara
Tutti i migliori passano i Quarti.

La prima semifinale viene vinta da Michael Johnson, il grande favorito (20"27), mentre la seconda è appannaggio di Frank Fredericks, che realizza il miglior tempo (19"98), battendo Ato Boldon e il campione uscente Michael Marsh.
In finale i favoriti partono tutti bene. Ai 100 metri Johnson e Fredericks sono appaiati (10"1), mentre Boldon è mezzo metro indietro. Nei secondi 100 metri Johnson vola in 9"2 e stabilisce uno strabiliante 19"32, nuovo record del mondo. A Fredericks non basta stabilire il nuovo record africano e il terzo tempo di sempre. Boldon, con il record nazionale, è di nuovo medaglia di bronzo, dopo i 100 metri.

## Risultati

### Turni eliminatori
| 11 Batterie        | 31 luglio | 82 partenti       | Si qualificano i primi 3 più i 7 migliori tempi. |
| 5 Quarti di finale | 31 luglio | 8 + 8 + 8 + 8 + 8 | Si qualificano i primi 3 + il miglior tempo.     |
| 2 Semifinali       | 1º agosto | 8 + 8             | Si qualificano i primi 4.                        |
| Finale             | 1º agosto | 8 concorrenti     |                                                  |

### Finale
| Pos | Paese             | Atleta              | Tempo |
| --- | ----------------- | ------------------- | ----- |
|     | Stati Uniti       | Michael Johnson     | 19"32 |
|     | Namibia           | Frank Fredericks    | 19"68 |
|     | Trinidad e Tobago | Ato Boldon          | 19"80 |
| 4   | Barbados          | Obadele Thompson    | 20"14 |
| 5   | Stati Uniti       | Jeff Williams       | 20"17 |
| 6   | Cuba              | Iván García Sánchez | 20"21 |
| 7   | Belgio            | Patrick Stevens     | 20"27 |
| 8   | Stati Uniti       | Michael Marsh       | 20"48 |